# Catedral de Santa María (Caracas)
La Catedral de Santa María también conocida alternativamente como Iglesia de Santa María o por su nombre inglés St Mary's Cathedral es el nombre que recibe un edificio religioso que pertenece a la Iglesia anglicana episcopal de Venezuela y se encuentra ubicada en la Avenida Caroní de Colinas de Bello Monte  parroquia Nuestra Señora del Rosario de Baruta, en el Municipio Baruta, Estado Miranda en el este del Área metropolitana de Caracas al centro norte del país sudamericano de Venezuela. Es la sede de la Diócesis de Venezuela (Episcopal Diocese of Venezuela), en la IX provincia de la Iglesia episcopal en los Estados Unidos (Province 9 of the Episcopal Church in the United States of America).
Los servicios religiosos se ofrecen tanto en inglés como en español, se trata de una de las pocas iglesias cuyos misas no son ofrecidas únicamente en lengua española en el país. Es una de las 4 catedrales que funcionan en la capital Venezolana siendo las otras la Metropolitana de Santa Ana (católica, rito romano), San Jorge (Católica, rito greco-católico) y San Nicolás (Ortodoxa rusa).